# Колібрі-лісовичок синьочеревий
Колі́брі-лісовичо́к синьочеревий (Chlorestes julie) — вид серпокрильцеподібних птахів родини колібрієвих (Trochilidae). Мешкає в Південній Америці і Панамі.

## Опис

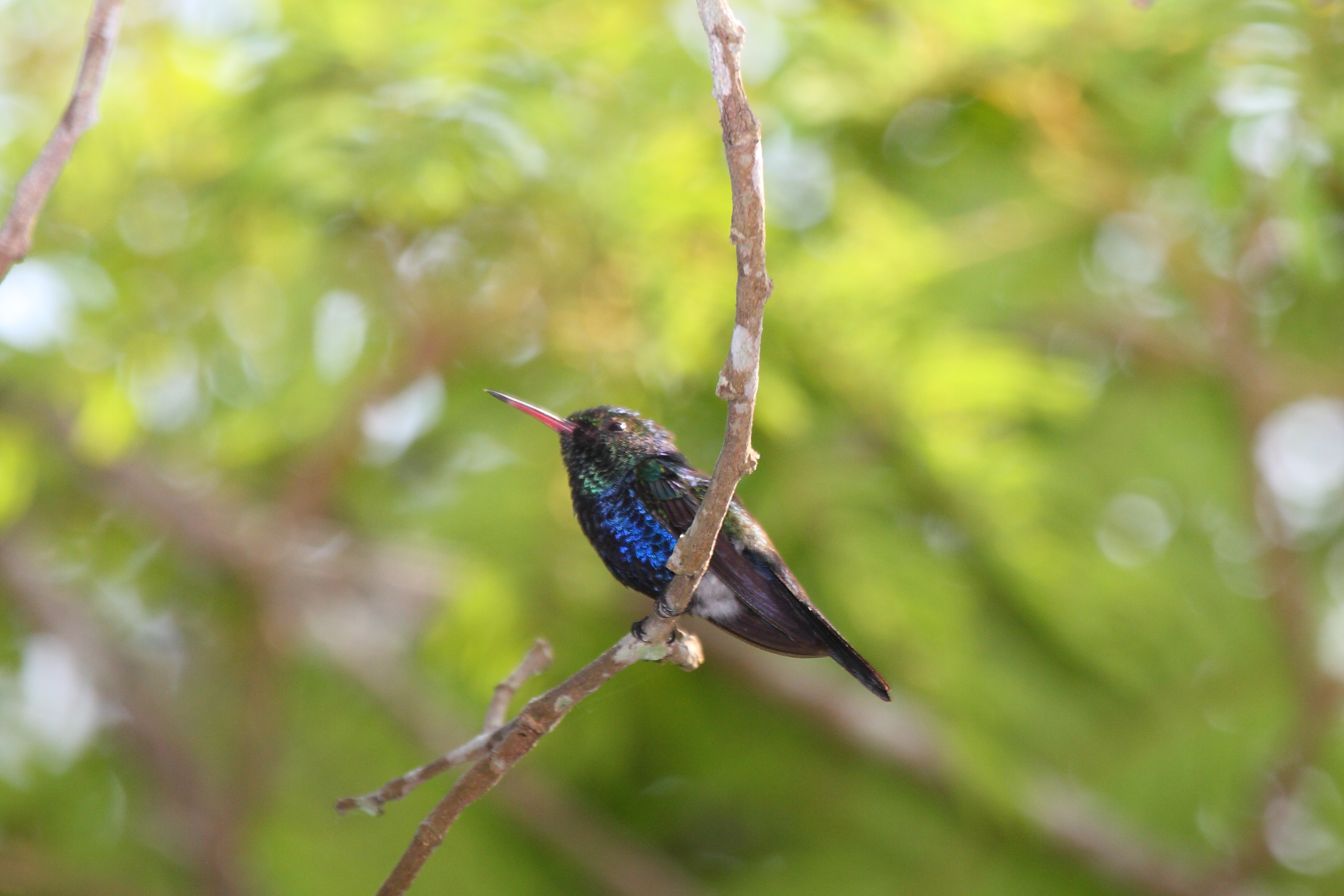
Синьочеревий колібрі-лісовичок (Панама)

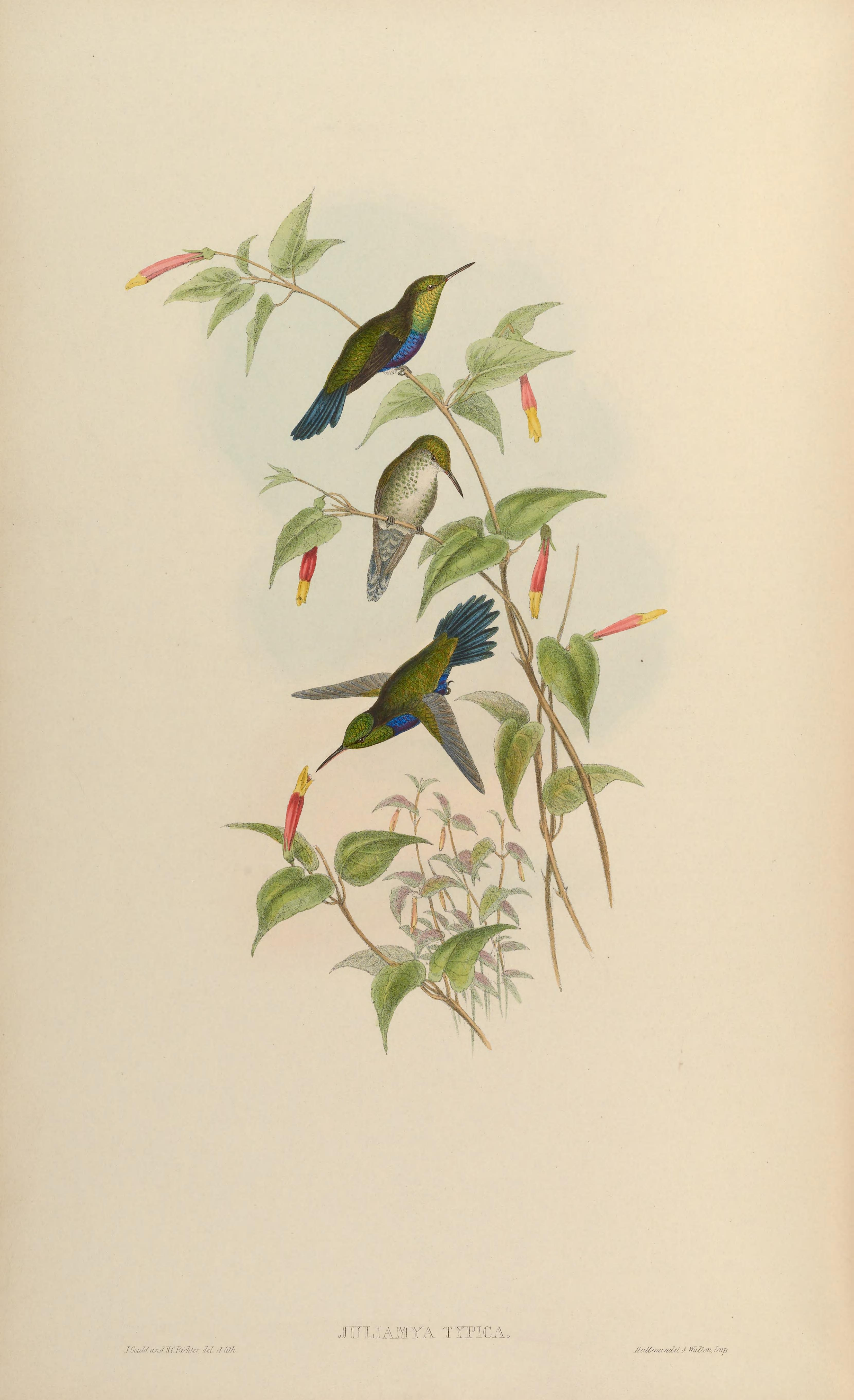
Синьочереві колібрі-лісовички

Довжина птаха становить 7-8 см, вага 3-3,5 г. У самців тім'я, горло і верхня частина тіла зелені з металевим відблиском, груди і живіт фіолетово-сині, блискучі, живіт і гузка чорнуваті з синьо-зеленим відблиском, стегна білі, надхвістя бронзово-зелене. Хвіст довгий, східчастий, округлий, синювато-чорний. Дзьоб короткий, прямий, зверху чорний, знизу тілесного кольору з чорним кінчиком, довжиною 13 мм.
Самиці загалом є більш тьмяними, ніж самці. Тім'я, горло і верхня частина тіла у них металево-бронзово-зелені, живіт блідо-сірий, а не фіолетовий, надхвістя бронзове, гузка тьмяно-коричнювато-сіра. Стернові пера синювато-чорні або синьо-зелені, крайні стернові пера мають блідо-сірі кінчики. Боки і горло іноді поцятковані зеленими плямками.

## Підвиди
Виділяють три підвиди:
- C. j. panamensis (Berlepsch, 1884) — центральна Панама;
- C. j. julie (Bourcier, 1843) — північна і центральна Колумбія;
- C. j. feliciana (Lesson, RP, 1844) — південно-західна Колумбія. захід Еквадору і крайній північний захід Перу (Тумбес).

## Поширення і екологія
Синьочереві колібрі-лісовички мешкають в Панамі, Колумбії, Еквадорі і Перу. Вони живуть в підліску вологих тропічних лісів, на узліссях і галявинах, на висоті до 1800 м над рівнем моря. Живляться нектаром різноманітних квітучих рослин, а також дрібними безхребетними. Гніздо чашоподібне, робиться з рослинних волокон, шерсті і пір'я, розміщується на дереві, на висоті від 1,2 до 4,2 м над землею. В кладці 2 білих яйця розмірами 8×13 мм. Інкубаційний період триває 15 днів. Пташенята покидають гніздо через 20-22 дні після вилуплення.